# エボルブルス属
エボルブルス属（エボルブルスぞく、学名：Evolvulus）は、ヒルガオ科の属の1つ。
エボルブルス属の植物は、北アメリカから南アメリカ、アジアの熱帯地域を中心におおよそ400種が分布する。日本には在来種のアサガオカラクサ (Evolvulus alsinoides (L.) L., 1762) など3種が分布するが、一般的に園芸化はされていない。
日本国内での流通が盛んなエボルブルス属の植物は、「アメリカン・ブルー」の名で流通する園芸品種 ‘ブルー・デイズ’ (‘Blue Daze’) である。南米原産のエボルブルス・ヌッタリアヌス (Evolvulus nuttallianus Schult., 1820) を元に、ハワイで花付きが良く綺麗な青い花をたくさん咲かせる選抜個体を作出して名付けたもので、品種名は「蒼い幻惑」を意味する。この国際的にも正しい品種名が知らされないまま、日本には1980年代の終わりにかけて渡来した。輸入した業者がめいめいに勝手な流通名を付けて販売したために当時はかなり混乱したが、「アメリカン・ブルー」というニックネームで流通するように統一されていった。
　しかし、近年では、「ブルー・ラグーン」（Blue Ragoon）の名で販売されることも多くなっており、インターネットショップでは、両名併記されていることも少なくない。100円ショップなどでは、「ブルー・ラグーン」の商品名で人口水草が販売されている。
　その後、上記品種を元にして国内でも新規に交配改良する者が出てきており、農林水産省などに登録されたりしている。

## 主な国産種と園芸品種
- アサガオガラクサ Evolvulus alsinoides (L.) L., 1762 - 九州南部・沖縄から東南アジアにかけて分布する近縁種。アメリカン・ブルーより一回り小さい。
- マルバアサガオガラクサ E. alsinoides (L.) L. var. Rotundifolius (Yamam.) Hayata ex Ooststr., 1934
- シロガネガラクサ E. boninensis F. Maek. et Tuyama, 1938
- エボルブルス・ヌッタリアヌス E. nuttallianus Schult., 1820 - アメリカン・ブルーの原種。青い花のほか、白・うす桃色などの花を咲かすものもある。
- エボルブルス・ヌッタリアヌス  ‘ブルー・デイズ’（流通名：アメリカン・ブルー） E. nuttallianus Schult., 1820  ‘Blue Daze’ - ハワイで園芸化された、E.ヌッタリアヌスから選抜された優秀な個体。
- エボルブルス・ヌッタリアヌス  ‘ブルー・コーラル’（農林水産省：品種登録第12692号） E. nuttallianus Schult., 1820 ‘Blue Coral’
- エボルブルス・ヌッタリアヌス  ‘チェルシー’（小関園芸作出） E. nuttallianus Schult., 1820  ‘Chelsea’ - ブルー・コーラルの斑入り品種。
- エボルブルス・ヌッタリアヌス  ‘テルノ・ブルー・シー’ E. nuttallianus Schult., 1820  ‘Teruno Blue Sea’
- エボルブルス・ヌッタリアヌス  ‘テルノ・スカイ・キューピッド’（伊藤輝則作出） E. nuttallianus Schult., 1820  ‘Teruno Sky Cupid’